# 상남초등학교 (창원시)
상남초등학교는 대한민국 경상남도 창원시에 있는 공립 초등학교이다.

## 학교 연혁
- 1959년 9월 10일: 상남국민학교 개교
- 1981년 3월 1일: 병설유치원 개원
- 1995년 12월 3일: 이동학습 경상남도교육청 우수학교
- 2000년 10월 24일: 학교운영위원회 경상남도교육청 시범학교
- 2003년 9월 19일: 학교체육활성화 방안 추진 경상남도교육청 우수학교
- 2005년 12월 20일: 좋은 책 읽기교육 경상남도교육청 우수학교
- 2012년 2월 2일: 보건실 현대화
- 2013년 2월 1일: 돌봄교실 증설(2개소)
- 2013년 8월 28일: 영양교실 개소
- 2016년 7월 12일: 정보화기기 현대화
- 2016년 9월 21일: 과학실 현대화
- 2020년 9월 1일: 구현숙 교장 취임(제23대)
- 2021년 2월 10일: 제59회 졸업식(총 졸업생수 12,271명)

## 참고 자료
- 상남초등학교 - 한국교육학술정보원 학교알리미